# اسعد ابوخلیل
اسعد ابوخلیل (عربی: اسعد أبو خليل؛ زادهٔ ۱۶ مارس ۱۹۶۰) استاد علوم سیاسی لبنانی- آمریکایی در دانشگاه کالیفرنیا در برکلی است. او همچنین در دانشگاه تافتس، دانشگاه جورج تاون، دانشگاه جورج واشینگتن، کالج کلورادو و کالج راندولف نیز تدریس می‌کند. او روزهای شنبه هر هفته نیز در روزنامه الاخبار لبنان یک مقاله می‌نویسد.
اسد ابوخلیل فرهنگ لغت تاریخی لبنان (۱۹۹۸)، جنگ جدید با تروریسم علیه بن لادن، اسلام و آمریکا (۲۰۰۲)، نبرد برای عربستان سعودی (۲۰۰۴) را نوشته‌است و یک وبلاگ را تحت عنوان «آژانس خبری عرب خشمگین» اداره می‌کند.

## زندگی‌نامه
اسعد در شهر صور لبنان متولد شد و در بیروت بزرگ شد. او فارغ‌التحصیل از دانشگاه آمریکایی بیروت در رشته علوم سیاسی است، وی به ایالات متحده رفت و در آنجا دکترای خود را از دانشگاه جورج تاون در واشینگتن دریافت کرد.

## دیدگاه سیاسی
اسعد أبو خلیل دانشجویانی که با فلسطین همبستگی کرده‌اند را در دانشگاه منچستر خطاب قرار می‌دهد.
ابو خلیل خودش را به این شکل معرفی می‌کند «"یک مارکسیست-لنینیست سابق، و حامی برابری کامل بین دو جنس، و یک ملحد سکولار».
اسعد از فلسطینی‌ها حمایت می‌کند و خود را به عنوان یک ضد صهیونیست توصیف می‌نماید، که از دولت سکولار در یک فلسطین تاریخی پشتیبانی. وی یکی از مخالفان جنگ عراق، و منتقد دولت اسرائیل، و سیاست خارجی آمریکا و عربستان سعودی، و جنبش فتح و حماس، و تمام نیروهای متخاصم در لبنان است.
ابو خلیل راست لبنان و تعدادی از چپ گرایان مانند الیاس عطالله، و محسن ابراهیم، و نصیر الاسعد را مورد انتقاد قرار می‌دهد. اسعد ابو خلیل در کانال الجزیره و کانال جدید در لبنان ظاهر می‌شود. او همچنین با ساختن مرکز اسلامی در نیویورک به عنوان «"ایده ای احمقانه» مخالفت کرد زیرا آن را به افراط گرایی علیه مسلمانان و اعراب متهم نمود.

## بعضی از تألیفات
- نبرد حول عربستان سعودی: خانواده سلطنتی، افراط گرایی و قدرت جهانی، ۲۰۰۳ بن لادن، اسلام و جنگ جدید علیه تروریسم آمریکا، به زبان عربی ترجمه شده‌است: جنگ جدید علیه تروریسم
- فرهنگ لغت تاریخی لبنان (بزبان انگلیسی)